# Movimento Cívico pelo Direito dos Brasileiros

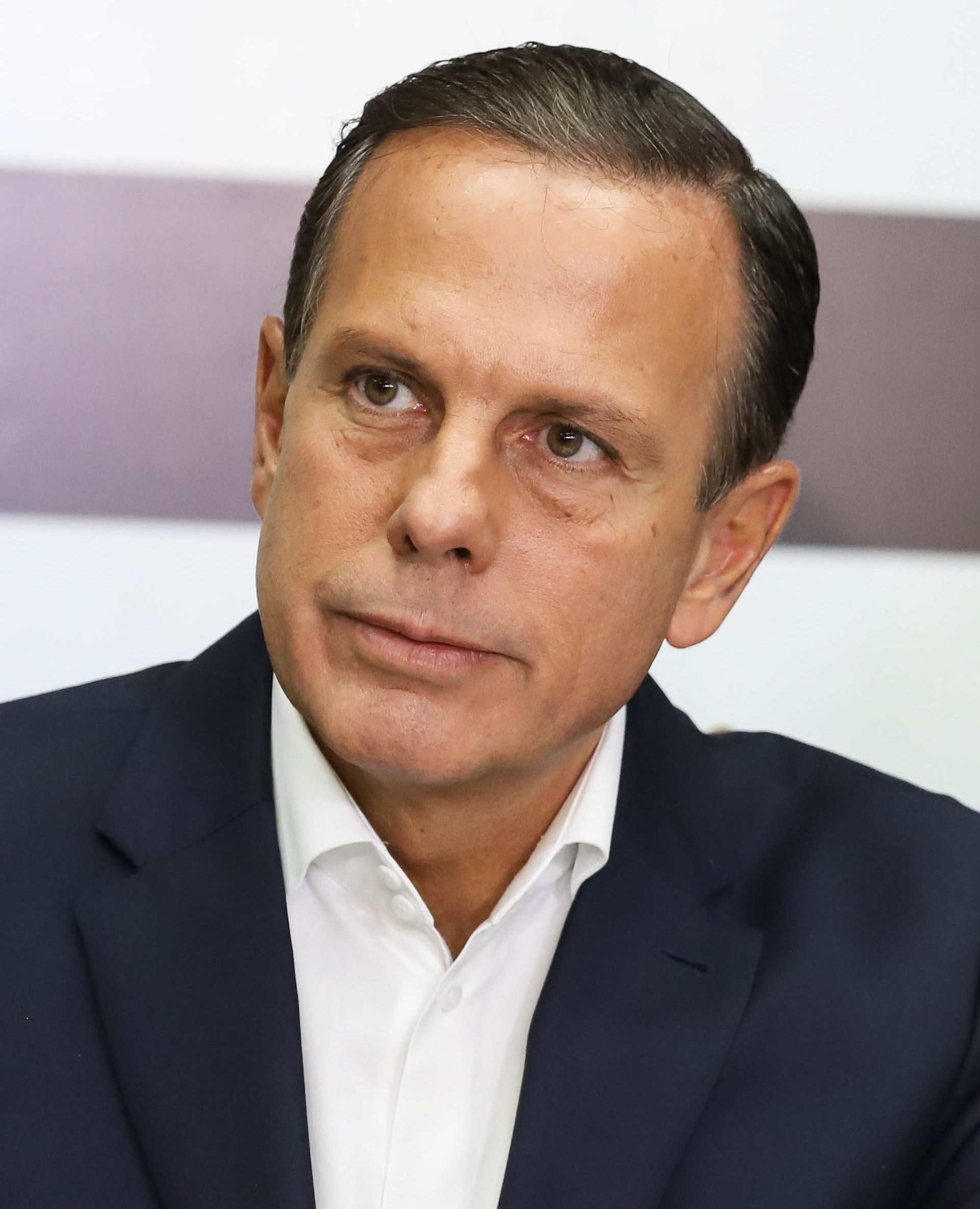
João Doria Júnior, que criou o movimento.

O Movimento Cívico pelo Direito dos Brasileiros, autodenominado pelos seus integrantes como Cansei, foi um efêmero movimento criado após o acidente com o voo 3054 da TAM, que se denominou como não político com o intuito de homenager as familias das vitímas e protestar contra o caos áereo. Apesar de ser criado por opositores ao então Governo Lula, o evento conseguiu convencer celebridades a participaram sob a justificativa de não ter viés oposicionista. "Não entraria em nada com cunho político... Não somos anti-Lula." afirmou Luiz Flávio Borges D'Urso. Ele surgiu e ganhou fama por algumas semanas no Brasil em 2007.

## Histórico
Surgido logo após o acidente com o voo 3054 da TAM, teve, como principais articuladores, o empresário João Dória Júnior, o executivo Paulo Zottolo e o advogado Luiz Flávio Borges D'Urso. artistas foram convencidos a participar para homenager as vitímas como Ivete Sangalo, Hebe Camargo, Ana Maria Braga e Regina Duarte - e algumas entidades de classe e patronais, dentre elas a Federação das Indústrias do Estado de São Paulo, a Ordem dos Advogados do Brasil de São Paulo, Distrito Federal e Mato Grosso do Sul, além de sindicatos patronais.
Em 17 de agosto de 2007, o movimento realizou seu maior ato em São Paulo, que reuniu cerca de 5 mil pessoas para homenager as vitímas do acidente e protestar contra o "caos aéreo", "a corrupção aérea" e "a falta de segurança", além de fazerem 1 minuto de silêncio em respeito. A manifestação na Praça da Sé ficou marcado pelos gritos de "Fora Lula" que começaram a ser puxados pelo público que assista, os quais fizeram com que os artistas deixassem o evento, pela homenagem ter se tornando algo politíco o qual não estava combinado, além da falta de sensibilidade dos organizadores, que não permitiram que parentes das vítimas do acidente do Airbus da TAM subissem ao palco para discursar, no dia em que o acidente completava um mês.
Embora seus idealizadores afirmassem que o "Cansei" era uma iniciativa "apartidária" e "cívica", o movimento ficou identificado como uma expressão do antilulismo por parte de setores da elite brasileira, notadamente a paulista, e por isso mesmo acabou fracassando e sendo alvo fácil de chacotas.
O presidente da OAB do Rio de Janeiro e futuro deputado federal pelo Partido dos Trabalhadores, Wadih Damous, chegou a chamar o Cansei de "golpista" e ligado "às elites paulistas e setores conservadores da sociedade". O ex-governador de São Paulo Claudio Lembo compartilhou a mesma posição, afirmando que o movimento tinha "figuras conhecidas que sempre possuíram e possuem uma visão elitista do país e da sociedade" e ironizando o termo "Cansei" como algo "muito usado por dondocas enfadadas em algum momento das vidas enfadonhas que vivem".
Em um comunicado expedido a Washington, D.C. no dia 18 de setembro de 2007, que acabou sendo, mais tarde, divulgado pelo Wikileaks, o então cônsul-geral dos Estados Unidos em São Paulo, Thomas White, relatou que ""os líderes do movimento, por toda sinceridade e seriedade tornaram-se alvos fáceis para a caricatura" e que o ex-presidente Fernando Henrique Cardoso havia lhe ironizado o termo "Cansei" como "não é um lema que Martin Luther King, Jr., teria escolhido para inspirar seus seguidores."
O próprio movimento criou polêmica após uma declaração de Paulo Zottolo, então presidente da Philips no Brasil, de que "não se pode pensar que o país [o Brasil] é um Piauí, no sentido de que tanto faz quanto tanto fez. Se o Piauí deixar de existir ninguém vai ficar chateado". A declaração lhe rendeu o título de persona non grata no estado. Mesmo que tenha se desculpado e insistido que sua observação tinha sido tirada do contexto, o fato ficou consumado como uma imagem negativa do "Cansei".

### Personalidades
| - Adriana Lessa - Ana Maria Braga - Beatriz Segall - Boris Casoy - Carlos Alberto de Nóbrega - Christiane Torloni - Goulart de Andrade - Hebe Camargo - Irene Ravache - Luana Piovani - Moacyr Franco - Osmar Santos - Paulo Vilhena - Regina Duarte - Sílvia Poppovic - Tom Cavalcante - Victor Fasano | - Agnaldo Rayol - Ivete Sangalo - Jair Rodrigues - Leo Jaime - Sérgio Reis - Seu Jorge - Wanderléa - Zezé di Camargo - Gabriel Chalita - Jesus Sangalo - João Dória Júnior - Lafaiete Coutinho - Luiz Flávio Borges D'Urso - Paulo Zottolo - Caio - Fernando Scherer - Lars Grael - Torben Grael - Beth Szafir - Patrícia Rollo |